# Singapore i olympiska sommarspelen 1992
Singapore deltog i de olympiska sommarspelen 1992 med en trupp bestående av 14 deltagare, men ingen av landets deltagare erövrade någon medalj.

## Badminton
Damsingel
- Zarinah Abdullah

Herrdubbel
- Hamid Khan
- Donald Koh

Herrsingel
- Hamid Khan

- Donald Koh

## Fäktning
Herrarnas florett
- Wong Liang Hun
- Tan Kim Huat

Herrarnas värja
- Wong Liang Hun
- Tan Kim Huat

## Judo
Herrar
- Ho Yen Chye

## Segling
- Chan Joseph
- Siew Shaw Her